# James Thomson (1834–1882)

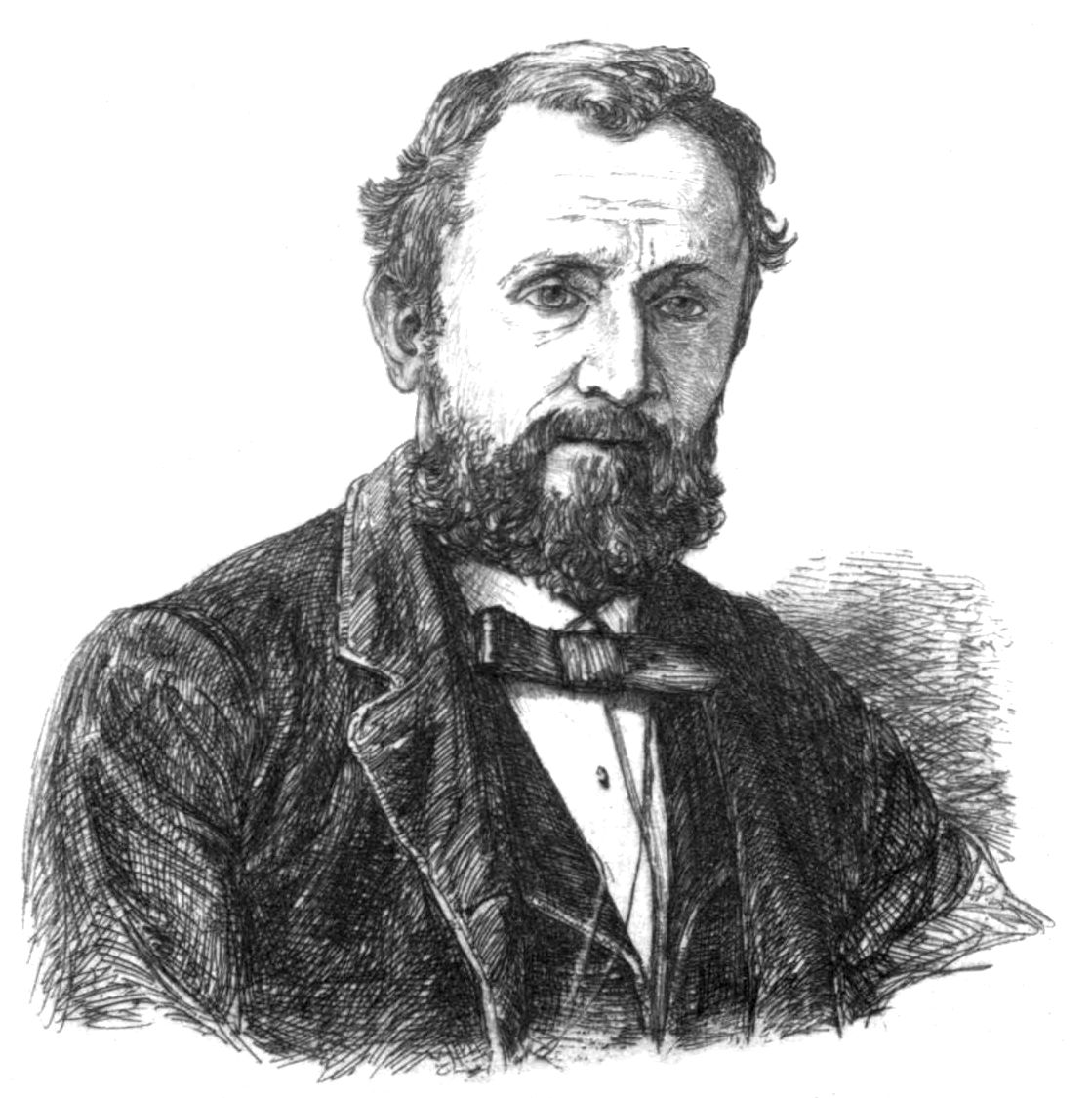
James Thomson.

James Thomson, född den 23 november 1834 i Port Glasgow, Renfrewshire, död den 3 juni 1882 i London, var en skotsk skald.
Thomson var först lärare, sedan skrivare hos en advokat och fri litteratör, förföll i dryckenskap och armod. Han var en lidelsefull natur med ett ursprungligt och starkt känsloliv, men den form, hvari han klädde sina inre erfarenheter, var hämtad från äldre skalder, vilkas inflytande på hans alstring är påtagligt: Arnold, de Quincey, Browning, Shelley, Heine, Novalis och Dante. Hans arbeten bar i regel märket B. V. (=Bysshe Vanolis), som skulle utmärka hans förkärlek för Shelley och Novalis. Förnämst af hans verk är den förtvivlansfulla allegorin The city of dreadful night (1870-74, i bokform 1880); andra arbeten är Weddah and Om-El-Bonain (1868), Essays and phantasies (1881), Biographical and critical studies (1896); The poetical works utkom samlade i 2 band 1895 med biografi av Bertram Dobell.